# Gare de Montigny-sur-Loing
Gare de Montigny-sur-Loing vasútállomás Franciaországban, Montigny-sur-Loing településen.

## Vasútvonalak
Az állomást az alábbi vasútvonalak érintik:
- Moret–Lyon-vasútvonal

## Kapcsolódó állomások
A vasútállomáshoz az alábbi állomások vannak a legközelebb:
- Gare de Bourron-Marlotte - Grez (Gare de Montargis, Line R)
- Gare de Moret - Veneux-les-Sablons (Paris Gare de Lyon, Line R)